# Classe Grom
A Classe Grom foi uma classe de contratorpedeiros operada pela Marinha de Guerra Polonesa, composta pelo ORP Grom e ORP Błyskawica. Suas construções começaram na metade da década de 1930 nos estaleiros britânicos da J. Samuel White; seus batimentos de quilha ocorreram em 1935, foram lançados ao mar em 1936 e comissionados em 1937. As embarcações foram encomendadas com o objetivo de fortalecer as capacidades navais polonesas, com três processos de licitação sendo abertos para estaleiros estrangeiros até que a J. Samuel White foi escolhida. Mais dois navios, Huragan e Orkan, foram planejados mas não construídos devido à Segunda Guerra Mundial.
Os dois contratorpedeiros da Classe Grom, como originalmente construídos, eram armados com uma bateria principal composta por sete canhões de 120 milímetros em três montagens duplas e uma montagem única, além de seis tubos de torpedo de 533 milímetros em dois lançadores triplos. Tinham comprimento de fora a fora de 114 metros, boca de onze metros, calado de pouco mais de três metros e um deslocamento carregado de duas mil toneladas e meia. Seus sistemas de propulsão eram compostos por três caldeiras a óleo combustível que alimentavam dois conjuntos de turbinas a vapor, que por sua vez giravam duas  hélices até uma velocidade máxima de 39 nós (72 quilômetros por hora).
O Grom e o Błyskawica fugiram para o Reino Unido no final de agosto de 1939 para não serem tomados pela Alemanha. Ambos então passaram a operar junto com a Marinha Real Britânica, principalmente na escolta de comboios pelo Oceano Atlântico e Mar do Norte. O Grom foi afundado por ataques aéreos em maio de 1940 na Campanha da Noruega. O Błyskawica, por sua vez, participou de operações relacionadas com as campanhas da Noruega, Mediterrâneo e Norte-Africana, além de várias outras ações. Depois da guerra, o navio foi retornou para a Polônia em 1947 e continuou a servir até 1975. Foi transformado em um navio-museu no ano seguinte em Gdynia, onde permanece até hoje.